# 努特-乌尔施特罗姆塔尔
努特-乌尔施特罗姆塔尔（德語：Nuthe-Urstromtal，意为“努特河冰蚀谷”）是德国勃兰登堡州的一个市镇，隶属于泰尔托-弗莱明县。总面积为341.31平方千米，截至2020年总人口为6564人。